# 天主教錫卡索教區
天主教錫卡索教區（拉丁語：Dioecesis Sikassensis）是馬里一個羅馬天主教教區。屬巴馬科總教區。
1947年6月12日設宗座監牧區，1963年7月6日升為教區。
教區包括錫卡索區東部三縣，2010年有25,720名教友（佔轄區總人口0.8%）、八個堂區、廿六名司鐸。現任教區主教為若翰-巴蒂斯·蒂阿馬。